# Văcărești, Dâmbovița
Văcărești là một xã thuộc hạt Dâmbovița, România. Dân số thời điểm năm 2002 là 7907 người.